# Sapromyza talyshensis
Sapromyza talyshensis är en tvåvingeart som beskrevs av Shatalkin 1999. Sapromyza talyshensis ingår i släktet Sapromyza och familjen lövflugor.
Artens utbredningsområde är Azerbajdzjan. Inga underarter finns listade i Catalogue of Life.